# یواس‌اس استمبل (دی‌دی-۶۴۴)
یواس‌اس استمبل (دی‌دی-۶۴۴) (به انگلیسی: USS Stembel (DD-644)) یک کشتی بود که طول آن ۱۱۴٫۷ متر (۳۷۶ فوت) بود. این کشتی در سال ۱۹۴۳ ساخته شد.